# Näckrosordningen
Näckrosordningen (Nymphaeales) är en ordning av tvåhjärtbladiga växter som beskrevs av Richard Anthony Salisbury, Bedřich Všemír von Berchtold och Jan Svatopluk Presl. Enligt Catalogue of Life ingår Näckrosordningen i klassen tvåhjärtbladiga blomväxter, fylumet Tracheophyta och riket växter, men enligt Dyntaxa är tillhörigheten istället klassen tvåhjärtbladiga blomväxter, divisionen fanerogamer och riket växter. Enligt Catalogue of Life omfattar ordningen Nymphaeales 98 arter. 
Kladogram enligt Catalogue of Life och Dyntaxa:
| Näckrosordningen | \| \| kabombaväxter \| \| \| \| \| \| Hydatellaceae \| \| \| \| \| \| näckrosväxter \| \| \| \| |
|                  | \| \| kabombaväxter \| \| \| \| \| \| Hydatellaceae \| \| \| \| \| \| näckrosväxter \| \| \| \| |
|                  | kabombaväxter                                                                                   |
|                  |                                                                                                 |
|                  | Hydatellaceae                                                                                   |
|                  |                                                                                                 |
|                  | näckrosväxter                                                                                   |
|                  |                                                                                                 |

## Bildgalleri

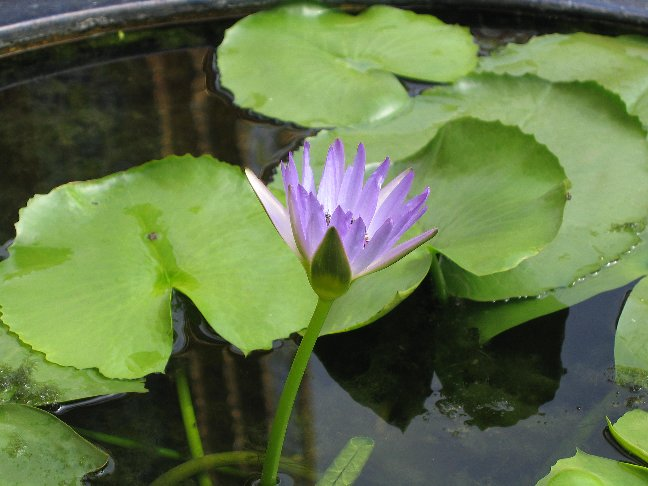
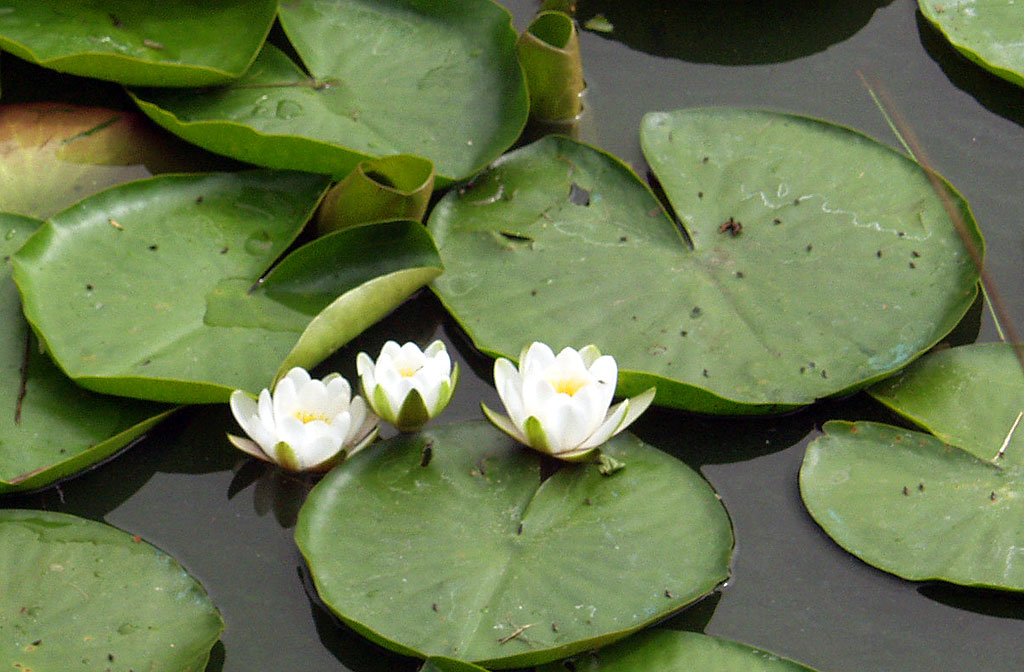
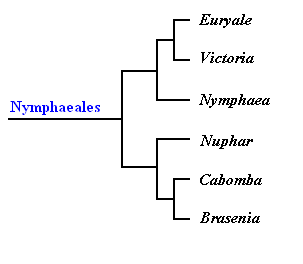